# راؤول ماغانيا
راؤول ماغانيا (بالإسبانية: Raúl Alfredo Magaña)‏ هو لاعب كرة قدم ومدرب كرة قدم سلفادوري في مركز حراسة المرمى، ولد في 24 فبراير 1940 في سانتا آنا مونيسباليتي في السلفادور، وتوفي في 30 سبتمبر 2009 في سان سلفادور في السلفادور بسبب سرطان المعدة. شارك في سرطان المعدة. وشارك مع منتخب السلفادور لكرة القدم. أما مع النوادي، فقد لعب مع تورونتو فالكونز وطيبوغرافيا ناسيونال وميونيسيبال ونادي سانتانيكوس أسوشيتد.

## وصلات خارجية
- راؤول ماغانيا على موقع الاتحاد الدولي (مؤرشف)  (الإنجليزية)
- راؤول ماغانيا على موقع قاعدة بيانات كرة القدم.إي يو (الإنجليزية)
- راؤول ماغانيا على موقع ناشيونال فوتبول تيمز (الإنجليزية)
- راؤول ماغانيا على موقع Soccerway.com (الإنجليزية)